# Mezquita Nueva
La Mezquita Nueva o Mezquita Yuni (en turco, Yeni Cami) es una mezquita situada en el distrito de Eminönü, Estambul, Turquía. La mezquita situada en el Cuerno de Oro al sur del Puente Gálata siendo una de las vistas más conocidas de la ciudad.

## Historia
La primera fase de la construcción de la mezquita se inicia en 1597 por un decreto de Safiye Sultan, mujer del sultán Murad III. Davut Aga, aprendiz del arquitecto imperial Mimar Sinan, fue elegido arquitecto de la mezquita puesto que desempeñó hasta su muerte en 1599. Tras su fallecimiento fue sustituido por Ahmed Cavus.
El proyecto tuvo que enfrentarse a varios problemas. El primero fue el rechazo de la clase política a la construcción del templo. El emplazamiento también originó controversia. La instalación cercana de Eminönü, primer centro comercial de la ciudad, habitado mayoritariamente por judíos. La comunidad judía vio la construcción como un intento de Safiye de extender la influencia islámica. Al final logró el apoyo de los comerciantes locales y extranjeros que competían con los judíos. 
El gran gasto económico que supuso su construcción fue otro problema con el que se encontró el proyecto. El elevado coste de las obras recibió la crítica de la clase política en especial de los jenízaros que recelaban del poder, cada vez mayor, de la Valide sultan. Al final lograron que el proyecto se abandonara tras la muerte de Mehmed III. El nuevo sultán Ahmed I no tenía ningún interés en la finalización del proyecto después de que relegaran a Safiye al harem y la construcción fue abandonada.
La estructura existente fue deteriorándose hasta que quedó en ruinas siendo destruida en gran parte en un incendio en 1660. Ese mismo año Mustafa Aga, arquitecto imperial, sugirió a Turhan Hatice, madre del sultán Mehmet IV, terminar el proyecto como obra de piedad. La mezquita finalmente fue acabada en 1663, e inaugurada en 1665.

## Arquitectura

### Exterior
El exterior de la mezquita contiene sesenta y seis bóvedas y semi-bóvedas en una estructura piramidal, así como dos minaretes o alminares. La bóveda principal mide treinta y seis metros de altura, y está apoyada en cuatro semi-bóvedas que la flanquean. La bóveda de la mezquita nueva se basa en la Mezquita Sehzade y en la obra de Sedefhar Mehmet Ağa, la Mezquita Azul.
Como con otras mezquitas imperiales en Estambul, la mezquita está precedida por un patio monumental (avlu) en su lado oeste. Este patio tiene 39 metros en un lado, rodeado por una galería de columnas o peristilo cubierto por 24 bóvedas menores.

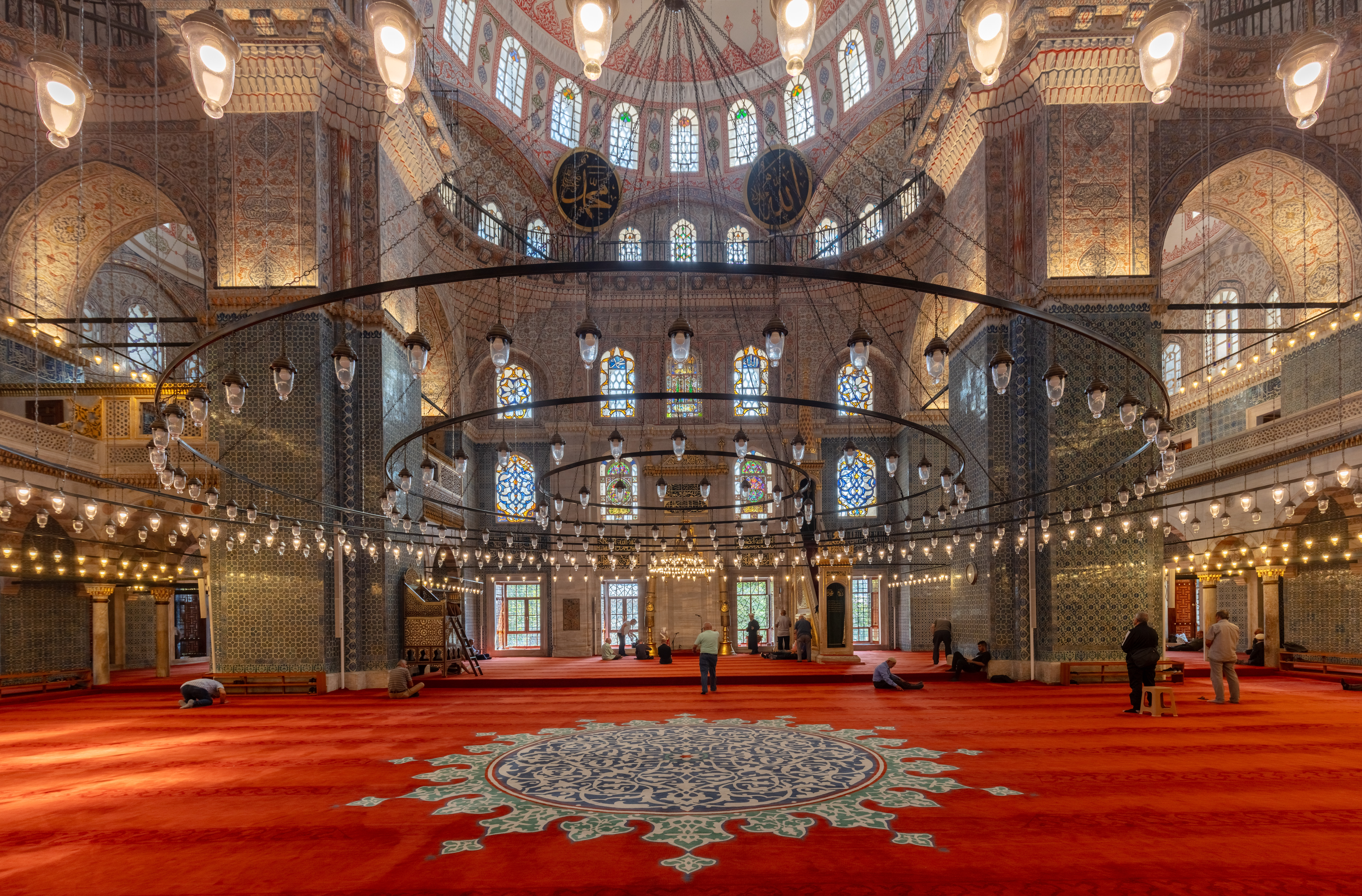
Vista interior de la Mezquita Yeni.

### Interior
El interior de la mezquita es un cuadrado 41 metros de lado. El área central está definida por cuatro pilares que soportan la bóveda principal. En los laterales y en la parte posterior de la nave central se encuentran las columnatas formadas por hileras de delgadas columnas de mármol conectadas entre sí por arcos de diferentes estilos. La bóveda principal tiene un diámetro de 17.5 metros y una altura de 36. El espacio interior se extiende con las semi-bóvedas a lo largo del eje Este-Oeste del edificio, con bóvedas más pequeñas sobre cada esquina del cubo e incluso bóvedas más pequeñas sobre las esquinas de las galerías.
La esquina de nordeste de la galería tiene una reja dorada, detrás de la cual los miembros de la corte imperial podrían presenciar los servicios litúrgicos. Esta sala real está conectada por una logia elevada con un pabellón real situado en la esquina nordeste del complejo de la mezquita en dónde estaba situadas las estancias reales.
El interior de la mezquita se adorna con los azulejos azules, verdes y blancos de İznik, que se consideran de menor calidad que los azulejos en anteriores mezquitas imperiales. El mihrab se adorna con estalactitas doradas y el mimbar tenía un pabellón cónico con columnas de mármol.

### Complejo
Al igual que otras mezquitas imperiales de Estambul, la mezquita Nueva fue diseñada como un kulliye, complejo con edificios adyacentes para mantener necesidades religiosas y culturales. El complejo original estaba formado por la propia mezquita, un hospital, una escuela primaria, baños públicos, Turbe, dos fuentes públicas y un mercado. A este complejo le fue agregada una biblioteca durante el reinado del sultán Ahmed III.
El mercado de la mezquita en forma de L es conocido en la actualidad como bazar egipcio o bazar de las especias.
El mausoleo o turbe contiene los restos de la Sultana Madre Turhan Hatice, su hijo Mehmed IV así como cinco sultanes posteriores (Mustafa II, Ahmed II, Mahmud I, Osman III y Murad V) y varios miembros de la corte.

## Galería

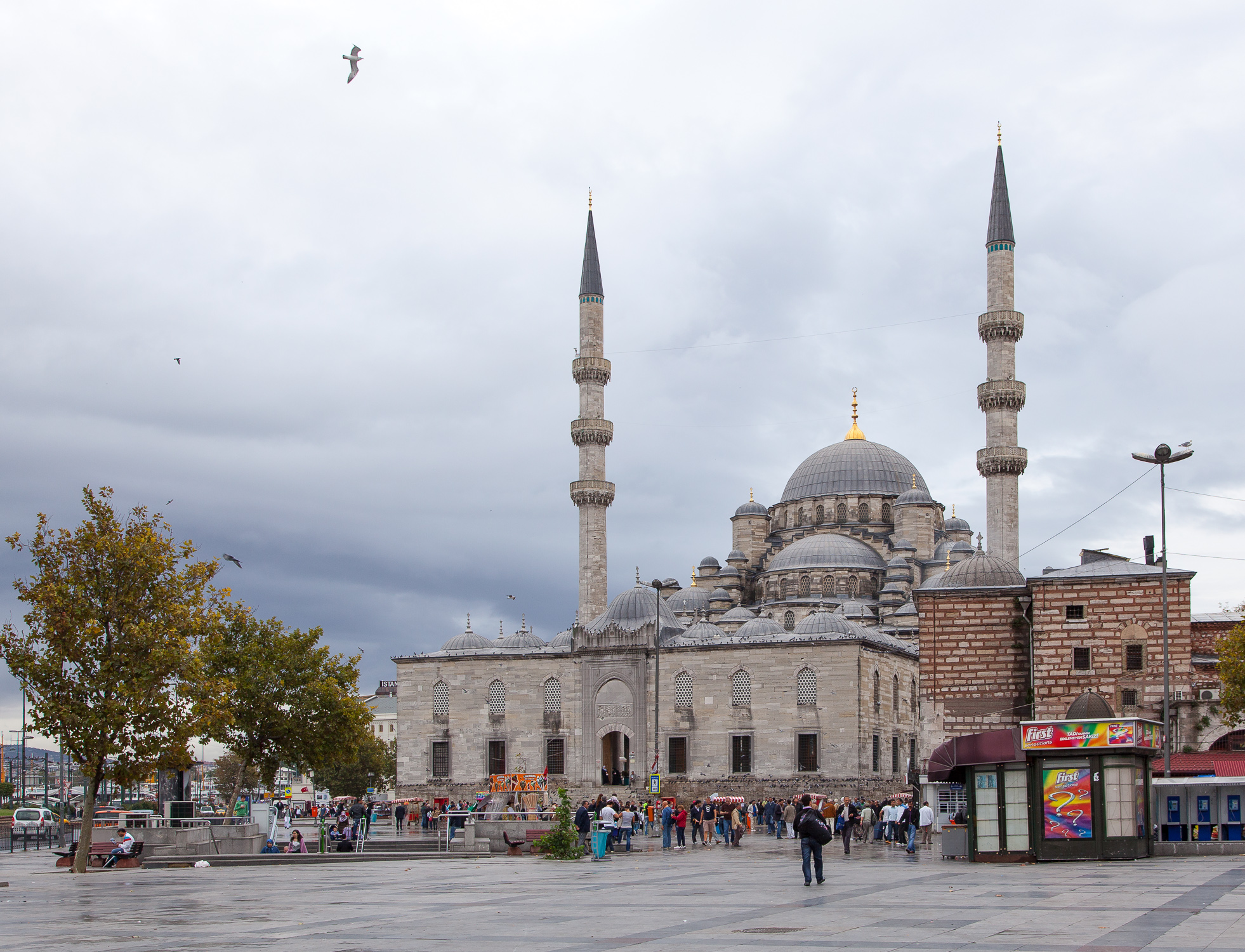
Vista de la mezquita.
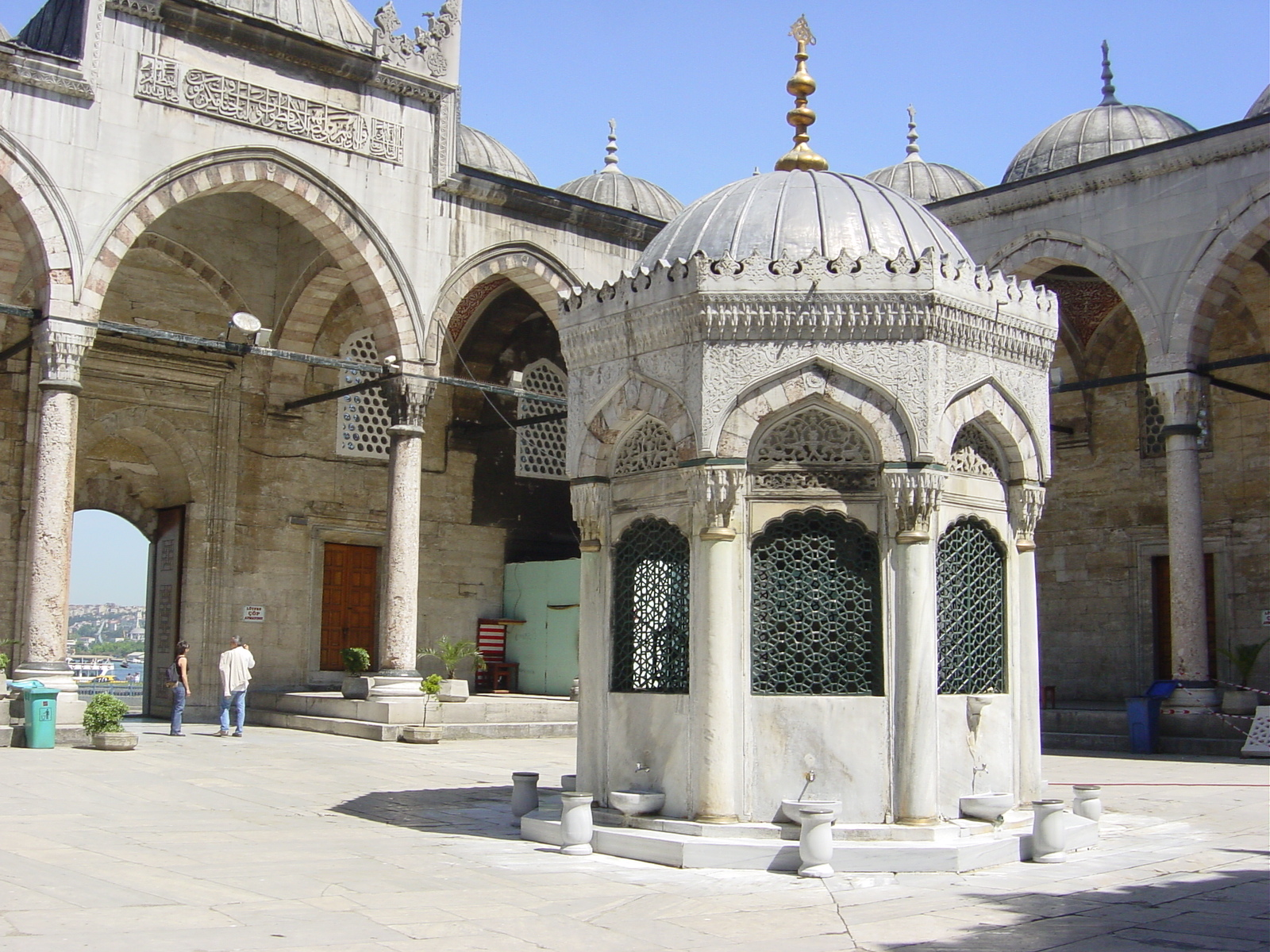
Patio de la mezquita.
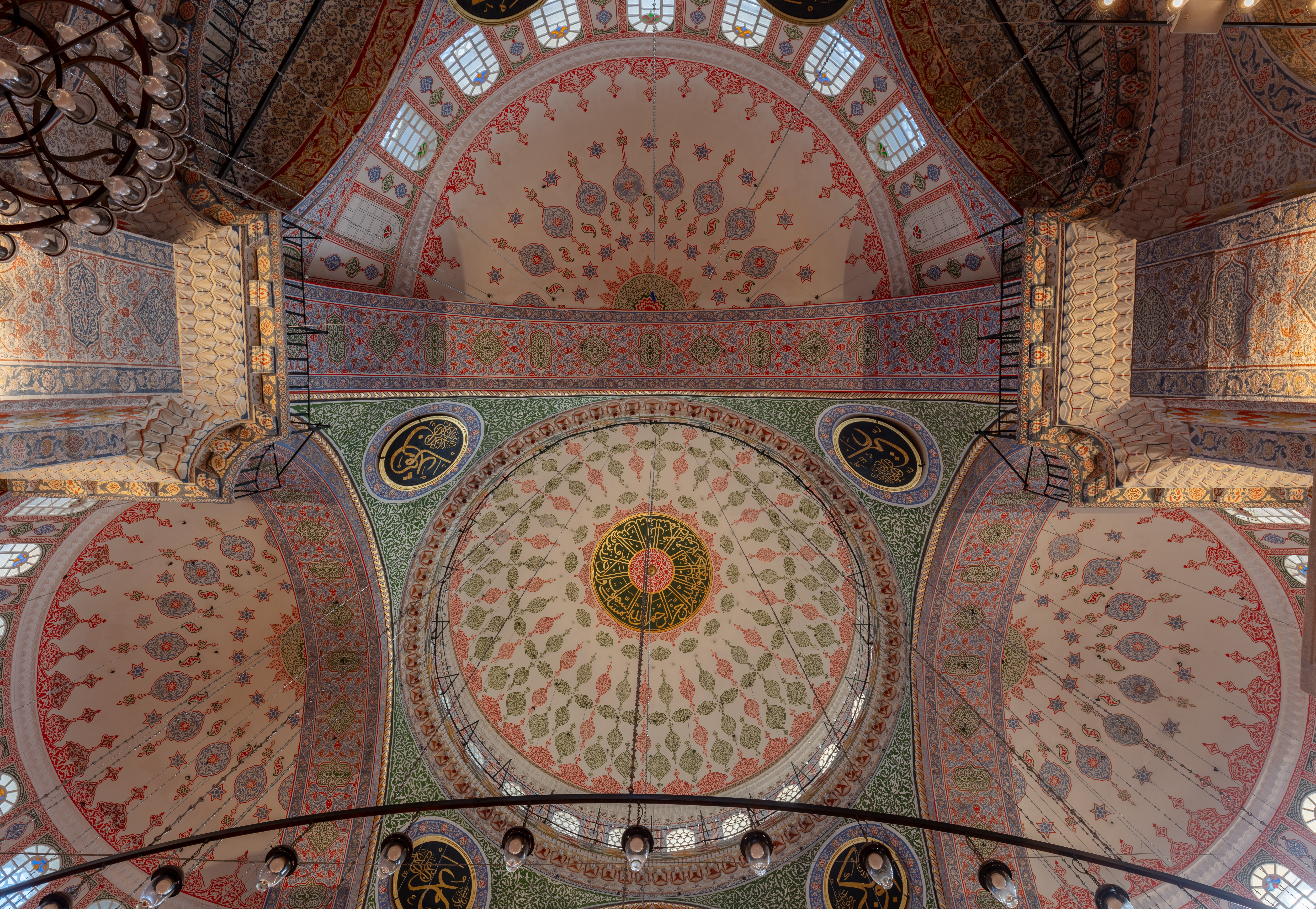
Diseño interior de la mezquita.
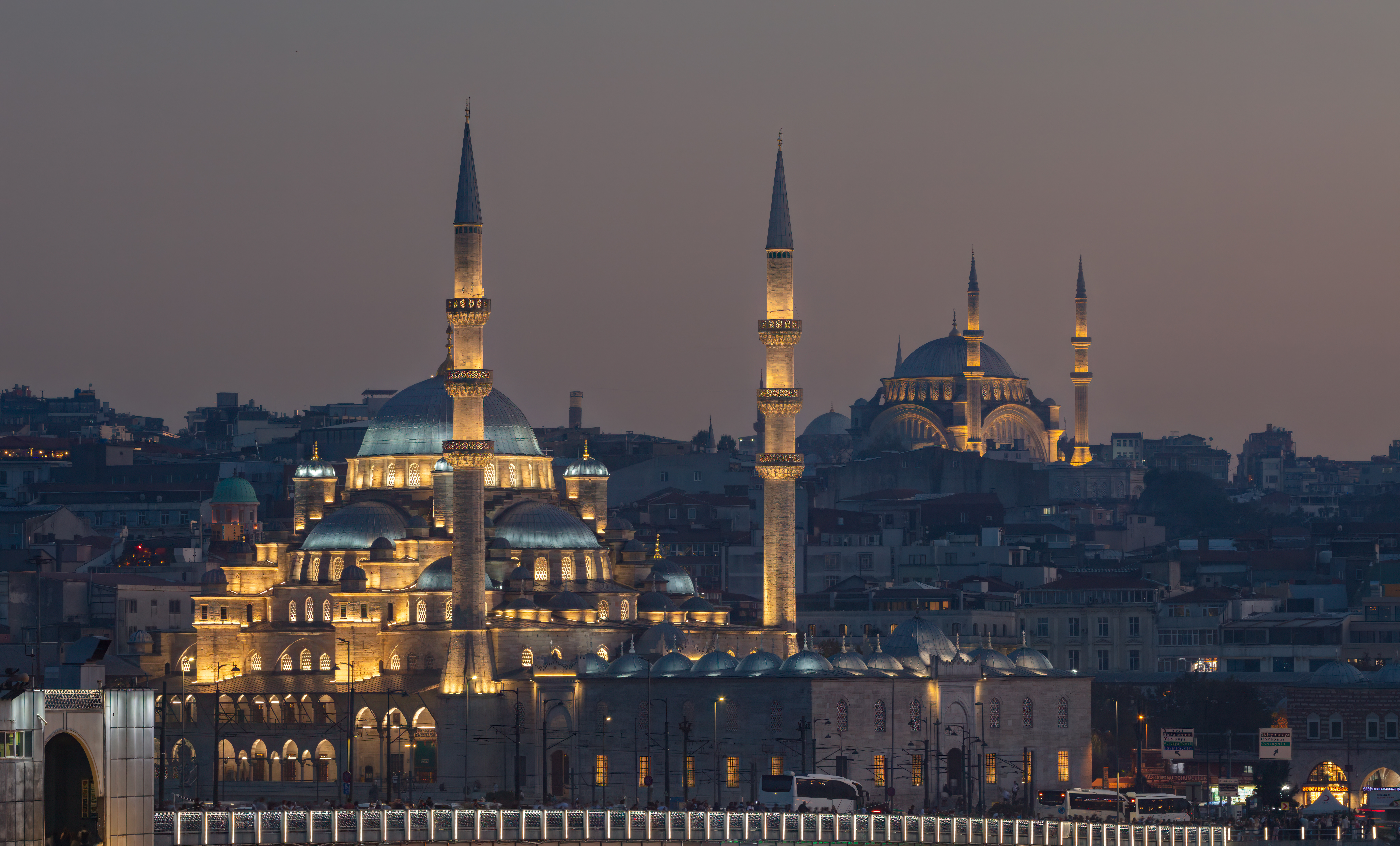
Vista panorámica desde el cuerno de oro.
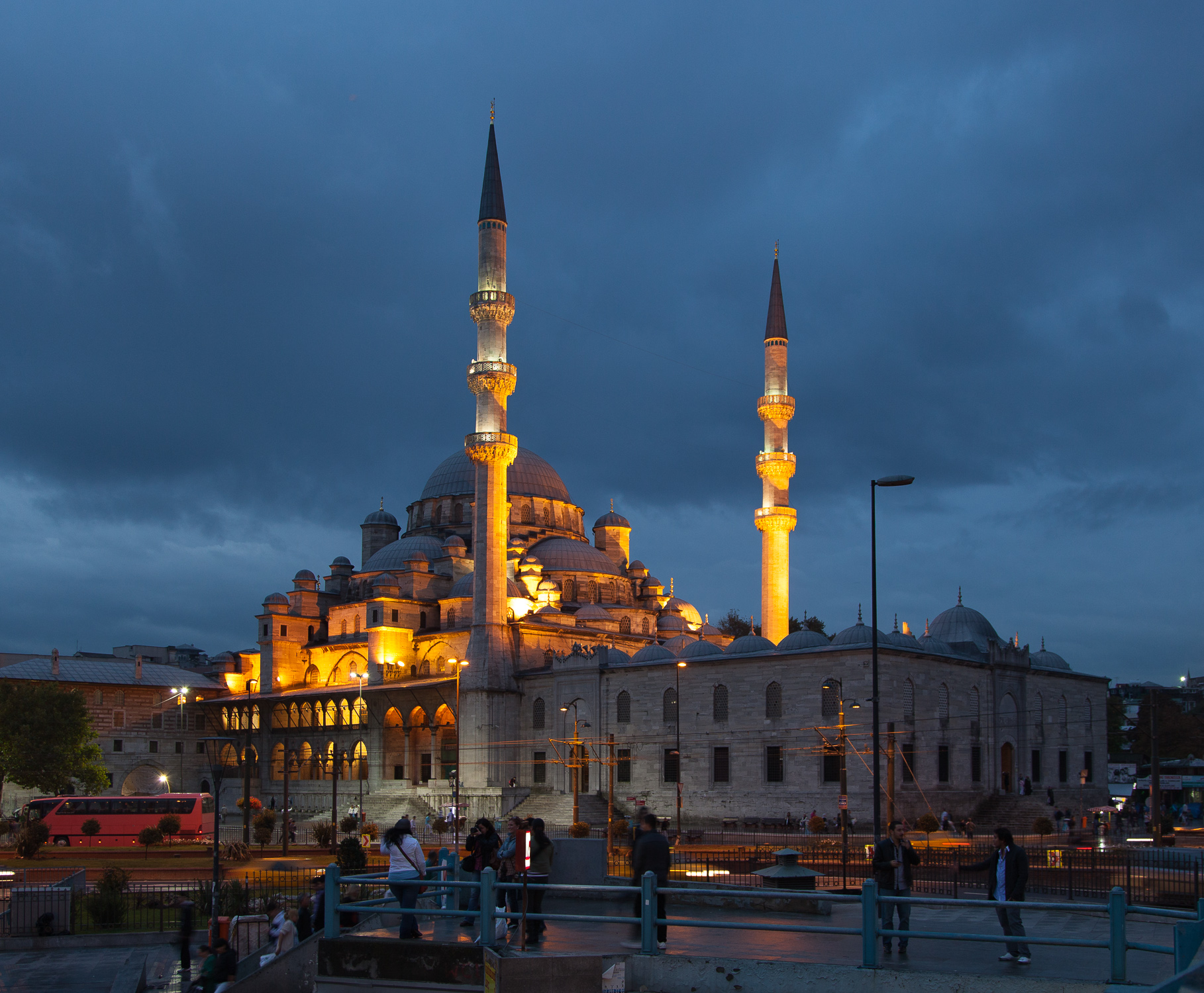
Imagen nocturna de la mezquita.